# Vitalij Ponomar
Vitalij Vadymovyč Ponomar (in ucraino Віталій Вадимович Пономар?; Kup"jans'k, 31 maggio 1990) è un ex calciatore ucraino, di ruolo attaccante.

## Carriera
Ha giocato nella prima divisione ucraina.

## Palmarès

### Club

#### Competizioni nazionali
- Perša Liha: 1

Oleksandrija: 2014-2015